# Oak Lake Provincial Park
Oak Lake Provincial Park är en park i Kanada.   Den ligger i provinsen Manitoba, i den sydöstra delen av landet, 1 900 km väster om huvudstaden Ottawa. Oak Lake Provincial Park ligger 433 meter över havet. Den ligger vid sjöarna  Oak Lake och Plum Lakes.
Terrängen runt Oak Lake Provincial Park är mycket platt. Trakten runt Oak Lake Provincial Park är nära nog obefolkad, med mindre än två invånare per kvadratkilometer.. Närmaste större samhälle är Oak Lake, 10,0 km nordost om Oak Lake Provincial Park.
Trakten runt Oak Lake Provincial Park består till största delen av jordbruksmark.